# Cirrospilus elegantissimus
Cirrospilus elegantissimus är en stekelart som beskrevs av John Obadiah Westwood 1832. Cirrospilus elegantissimus ingår i släktet Cirrospilus och familjen finglanssteklar. Arten är reproducerande i Sverige. Inga underarter finns listade i Catalogue of Life.